# Park Narodowy Marsabit
Park Narodowy Marsabit – park narodowy i rezerwat przyrody utworzony na obszarze obejmującym górę Мarsabit na północy Kenii, w pobliżu miasta Маrsabit. Znajduje się on 560 km na północ od stolicy Kenii, Nairobi w powiecie Marsabit, w byłej Wschodniej prowincji. Rezerwat słynie z licznych stad zebr i ochrony ptaków.

## Flora i fauna
W drodze, na południe od góry Marsabit na skalistych równinach Shaba, Michael Palin opisuje nadzwyczajną roślinę dusiciela fig (ang. Strangler figs) znalezionego w lesie porastającym szczyt Marsabit, który jest uderzająco gęsty w porównaniu ze śladowymi gajami akacjowymi u podnóża góry.
Okolica jest rajem siedliskowym dla tkacza, ptaka który znany jest ze specyficznie dużych gniazd chroniących przed upałem w dzień i zimnem w nocy. Występują tam także wróble oraz hałaśniki białobrzuche.